# Richebourg (Alta Marna)
Richebourg è un comune francese di 283 abitanti situato nel dipartimento dell'Alta Marna nella regione del Grand Est.

## Società

### Evoluzione demografica
Abitanti censiti